# Municipio de Lorenzo Geyres
El municipio de Lorenzo Geyres es uno de los siete municipios del departamento de Paysandú, Uruguay. Tiene su sede en la localidad homónima.

## Ubicación
El municipio se encuentra localizado en la zona centro-oeste del departamento de Paysandú.

## Creación
El municipio fue creado el 21 de marzo de 2013, tras haber sido aprobado por la Junta Departamental de Paysandú el Decreto Departamental N.º 6809/2013. La iniciativa fue expuesta por la Intendencia de Paysandú, sobre la base de las leyes 18567 y su modificativa 18644 de Descentralización Política y Participación Ciudadana, que permite la creación de municipios como un régimen de gobiernos locales. A este municipio corresponden los distritos electorales KGC y KFB del departamento de Paysandú.

## Territorio y población
De acuerdo al Decreto Departamental N.º 6809/2013, los límites para este municipio corresponden a los límites determinados para la antigua Junta Local de Lorenzo Geyres a través del Decreto Departamental N.º 4315/03.
El territorio correspondiente a este municipio comprende un área total de 938.7 km², y alberga una población de 1704 habitantes de acuerdo a datos del censo del año 2011, lo que implica una densidad de población de 1.8 hab/km².
Forman parte del municipio las siguientes localidades: 
- Araújo
- La Constancia
- Lorenzo Geyres (sede)
- Queguayar

## Autoridades
La autoridad del municipio es el Concejo Municipal, compuesto por el Alcalde y cuatro Concejales.
Alcaldes según período:
| Nº | Alcalde                        | Partido             | Inicio del mandato      | Fin del mandato         | Observaciones       | Concejales                                                                                   |
| -- | ------------------------------ | ------------------- | ----------------------- | ----------------------- | ------------------- | -------------------------------------------------------------------------------------------- |
| 1  | Graciela Mabel Barrutte Schell | Partido Nacional PN | 9 de julio de 2015      | 26 de noviembre de 2020 | Alcaldesa elegida   | Alejandro Trinidad (PN) Orlando Stoletniy (PN) Luis Alberto Ziminov (PC) Carlos Maianti (FA) |
| 2  | Graciela Mabel Barrutte Schell | Partido Nacional PN | 27 de noviembre de 2020 | 2025                    | Alcaldesa reelegido | Héctor Charabora (PN) Alejandro Tinidad (PN) Alicia Coito (PN) José Giardellio (FA)          |